# De Havilland Dragon Rapide
de Havilland DH.89 Dragon Rapide là một loại máy bay chở khách đường ngắn hai tầng cánh của Anh trong thập niên 1930.

## Biến thể

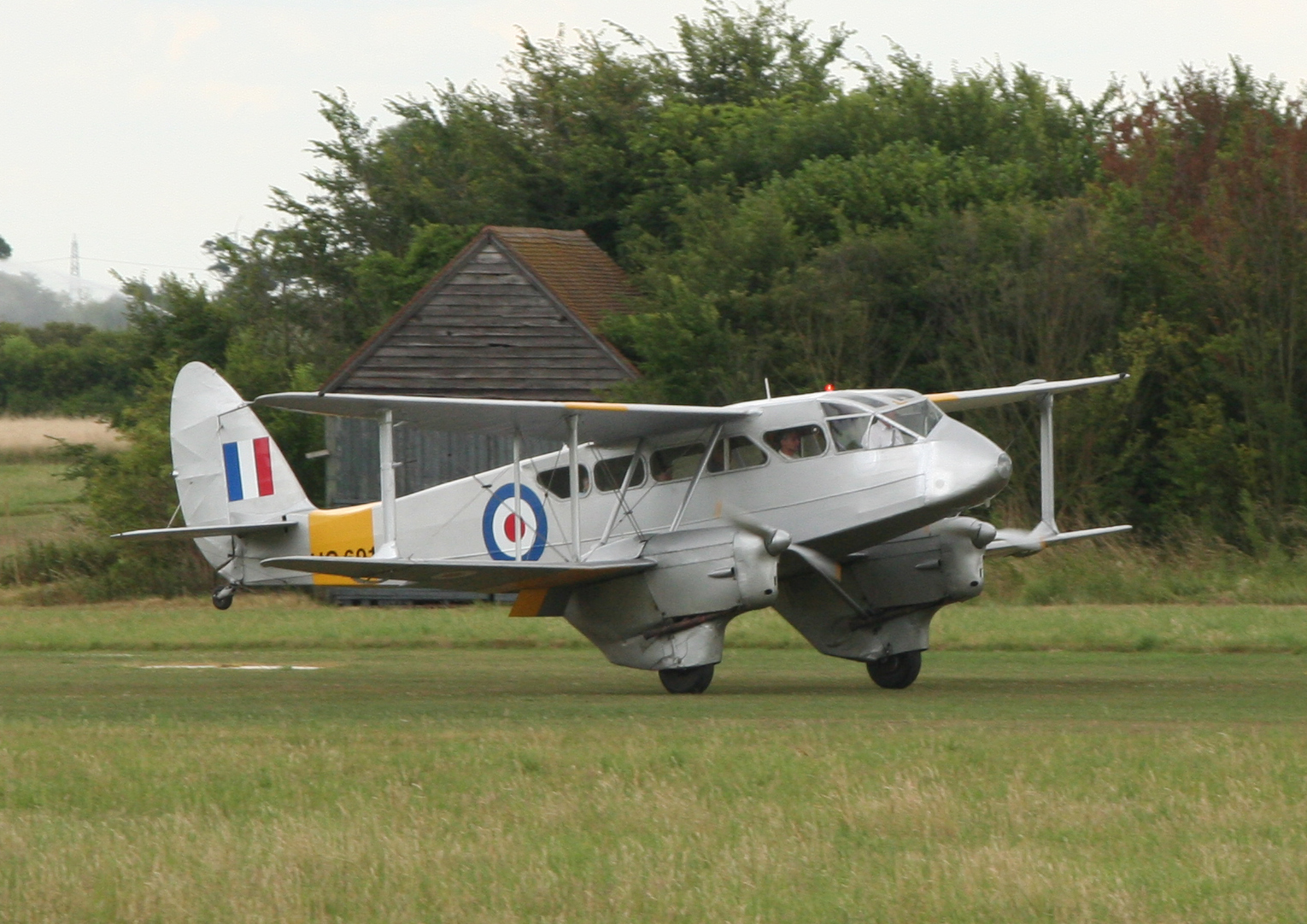
Dragon Rapide G-AIYR

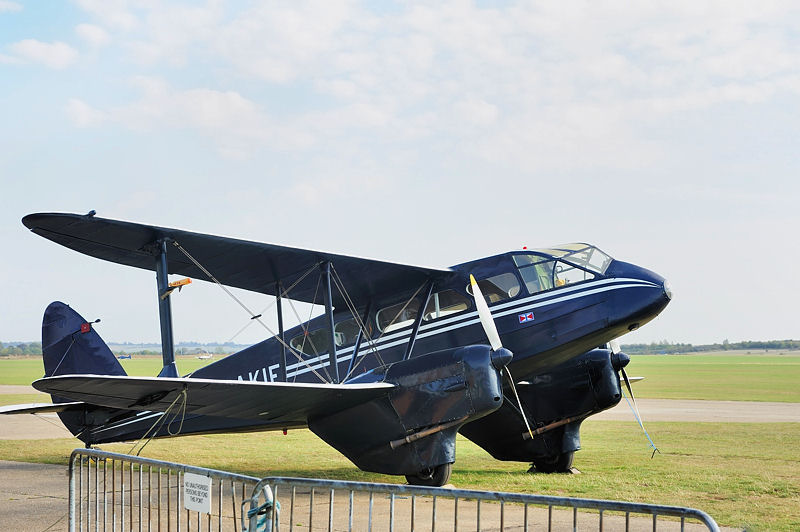
Dragon Rapide

D.H.89
D.H.89A
D.H.89A Mk 4
D.H.89A Mk 5
D.H.89A Mk 6
D.H.89M
D.H.89B Dominie Mk I
D.H.89B Dominie Mk II

## Quốc gia sử dụng

### Dân sự
Argentina
- Zonas Oeste y Norte de Aerolíneas Argentinas (Z.O.N.D.A.)

 Úc
- Australian National Airways
- Royal Flying Doctor Service of Australia

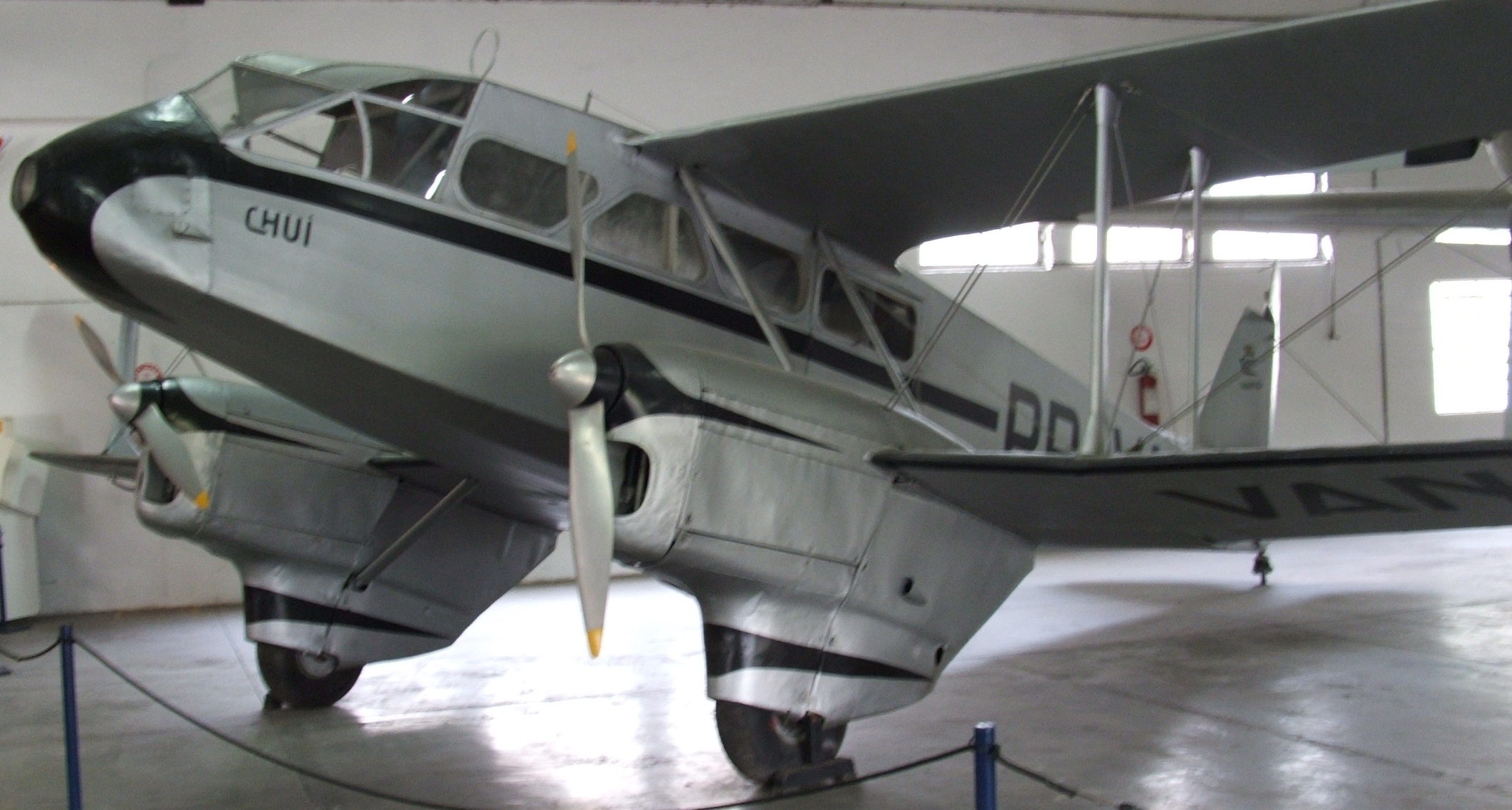
Dragon Rapide thuộc VARIG trưng bày tại Rio de Janeiro

 Brasil
- Arco-Íris
- OMTA
- Varig

 British North Borneo
 Thuộc địa Sarawak
 Nhà nước bảo hộ Brunei
- Borneo Airways

 Canada
- Canadian Pacific
- Quebec Airways

 Phần Lan
- Aero Oy

 Iceland
- Air Iceland

 Ấn Độ
- Air India
- Indian National Airways
- Tata Airlines

 Iraq
- Iraqi Airways

 Ireland
- Aer Lingus
- Aer Turas

 Latvia
- Valsts Gaisa satiksme

 Liban
- Middle East Airlines

 Hà Lan
- KLM

 New Zealand
- Air Travel (NZ) Ltd
- Mount Cook Airline
- National Airways Corporation
- Cook Strait Airways Ltd

 Palestine
- Palestine Airways (British Mandate of Palestine)
- Aviron

 Paraguay
- Aerocarga Asociados ACA

 Romania
- LARES

 South Africa
- Comair (South Africa)

Bản mẫu:Country data Spanish State
- Iberia

 Thụy Sĩ
- Swissair

 Anh Quốc
- Air Charter Limited
- Air Atlantique Classic Flight
- Airviews Ltd
- British European Airways
- Classic Wings Lưu trữ ngày 16 tháng 10 năm 2015 tại Wayback Machine
- British Westpoint
- Crilly Airways Ltd
- Hillmans Airways
- Isle of Man Air Services
- Jersey Airways
- Lancashire Aircraft Corporation
- Mayflower Air Services
- Melba Airways
- Morton Air Services
- Northwest Airlines (UK)
- Olley Air Services
- Railway Air Services
- Scillonia Airways
- Scottish Airways
- Sivewright Airways
- Starways
- Trans European Aviation
- Westward Airways (Lands End)

 Nam Tư
- Aeroput

### Quân sự
Úc
- Không quân Hoàng gia Australia

 Bỉ
- Không quân Bỉ

 Canada
- Không quân Hoàng gia Canada
  - No. 418 Squadron RCAF

 Egypt
- Không quân Hoàng gia Ai Cập

 Phần Lan
- Không quân Phần Lan

 Nazi Germany
- Luftwaffe

 India
- Không quân Hoàng gia Ấn Độ

 Iran
- Imperial Iranian Air Force

 Israel
- Không quân Israel

 Jordan
- Không quân Hoàng gia Jordan

 Lithuania
- Không quân Litva

 Hà Lan
- Không quân Hoàng gia Hà Lan

 New Zealand
- Không quân Hoàng gia New Zealand

 Peru
- Không quân Peru

 Bồ Đào Nha
- Không quân Bồ Đào Nha

 Southern Rhodesia
- Không quân Nam Rhodesia

 South Africa
- Không quân Nam Phi

 Cộng hòa Tây Ban Nha
- Không quân Cộng hòa Tây Ban Nha

 Tây Ban Nha
- Không quân Tây Ban Nha

 Anh Quốc
- Không quân Hoàng gia
- Không quân Hải quân Hoàng gia

 United States
- Không quân Lục quân Hoa Kỳ

 Uruguay
- Không quân Uruguay

 Kingdom of Yugoslavia
- Không quân Hoàng gia Nam Tư

## Tính năng kỹ chiến thuật (Dragon Rapide)

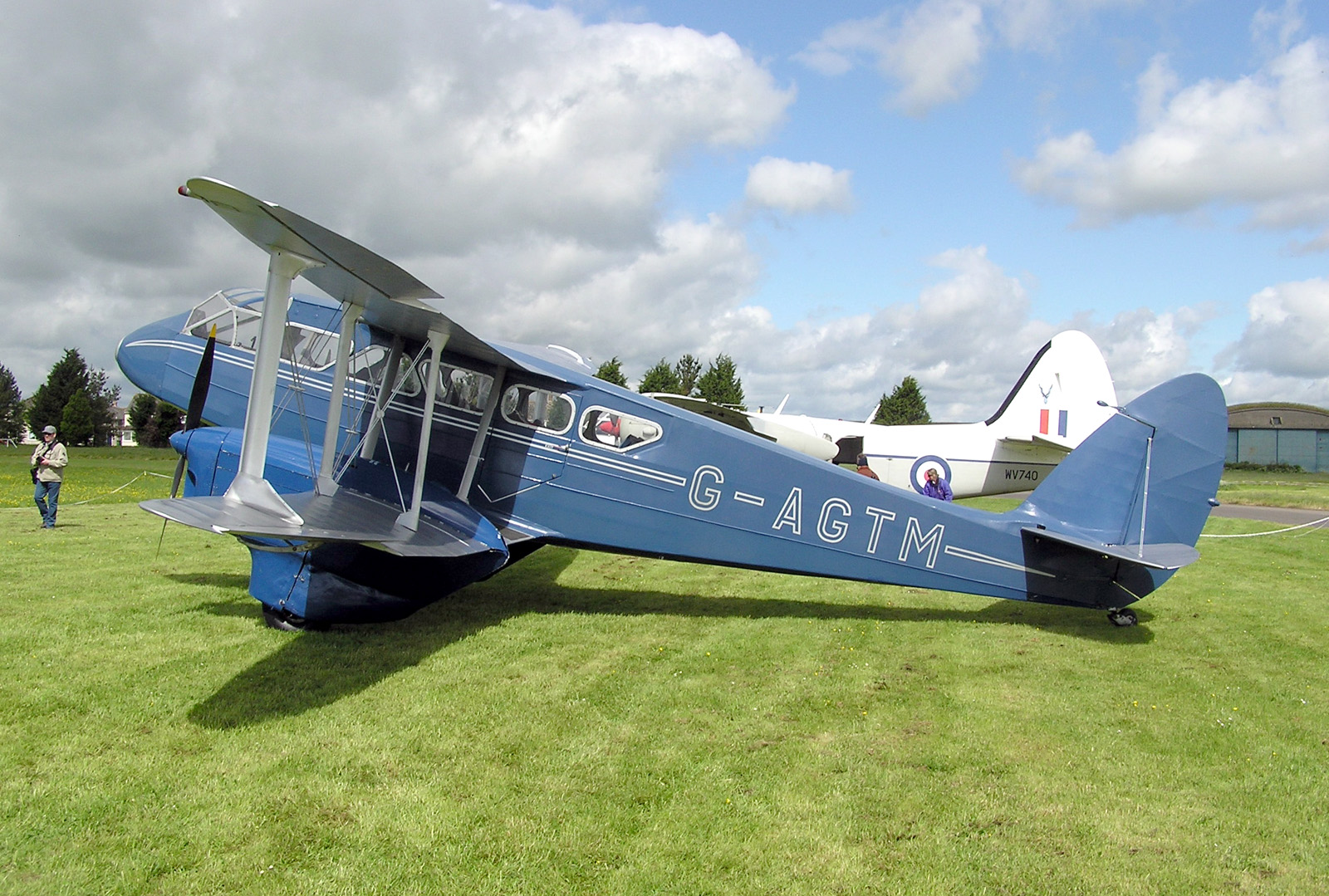
de Havilland DH89a Dragon Rapide 6 năm 1944

Đặc điểm tổng quát
- Kíp lái: 1
- Sức chứa: 8 hành khách
- Chiều dài: 34 ft 6 in (10,5 m)
- Sải cánh: 48 ft 0 in (14,6 m)
- Chiều cao: 10 ft 3 in (3,1 m)
- Diện tích cánh: 340 ft² (32 m²)
- Trọng lượng rỗng: 3.230 lb (1.460 kg)
- Trọng lượng có tải: 5.500 lb (2.490 kg)
- Động cơ: 2 × de Havilland Gipsy Six, 200 hp (149 kW)  mỗi chiếc

 Hiệu suất bay 
- Vận tốc cực đại: 157 mph (136 kn, 253 km/h) trên độ cao 1.000 ft (305 m)
- Tầm bay: 573 mi (498 nmi, 920 km)
- Trần bay: 16.700 ft (5.090 m)
- Vận tốc lên cao: 867 ft/phút (4,3 m/s)
- Tải trên cánh: 16 lb/ft² (79 kg/m²)
- Công suất/trọng lượng: 0,036 hp/lb (60 W/kg)